# Apios carnea
Apios carnea är en ärtväxtart som först beskrevs av Nathaniel Wallich, och fick sitt nu gällande namn av George Bentham. Apios carnea ingår i släktet Apios och familjen ärtväxter. Inga underarter finns listade i Catalogue of Life.